# 裸木
裸木（学名：Psiloxylon mauricianum）又名亮皮树，属桃金娘目桃金娘科，是裸木属的唯一物种。

## 分布

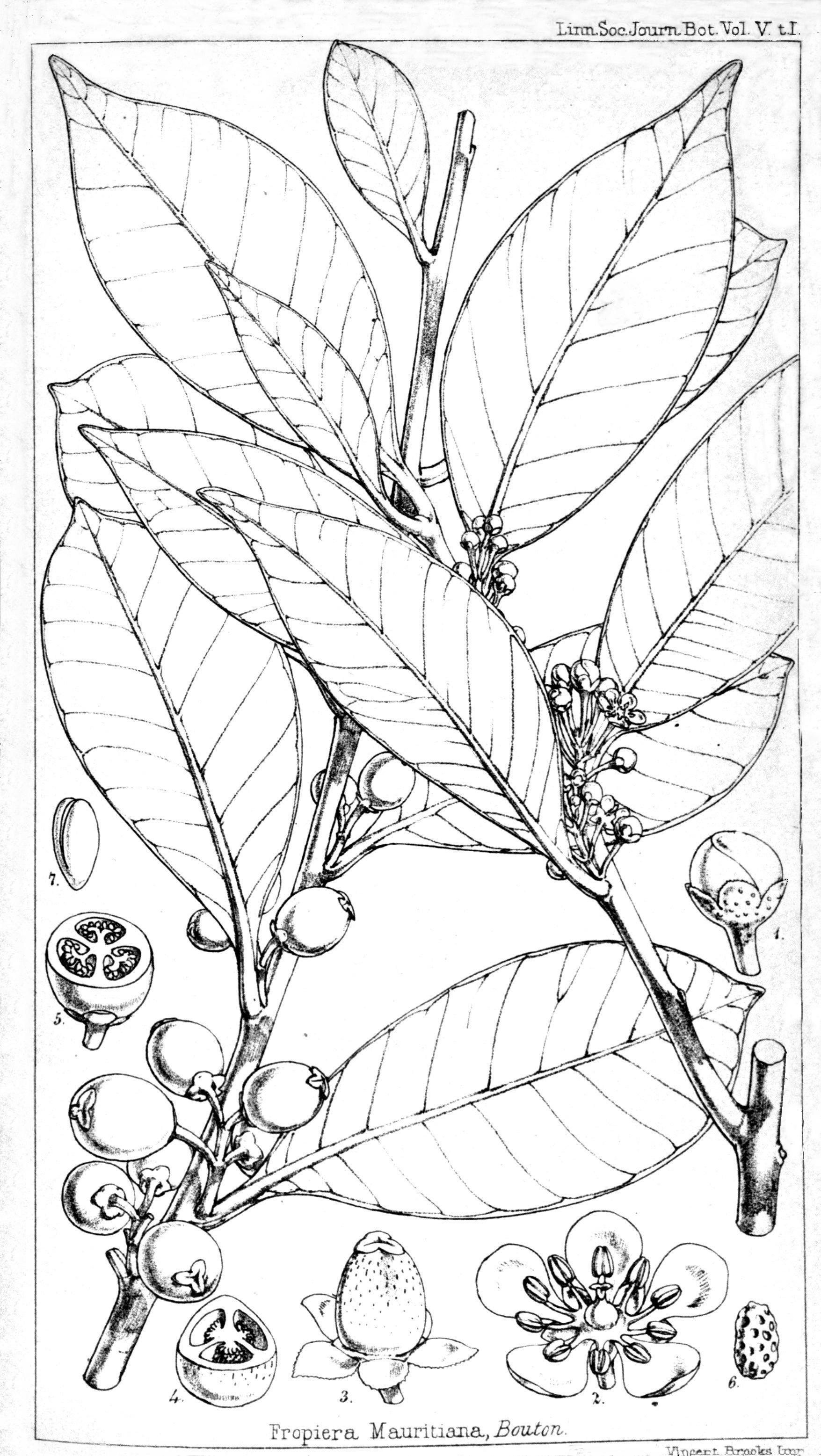
1861年《林奈学会植物学杂志》第五册的插图

本种只生长在印度洋中的马斯克林群岛（法属留尼旺岛和毛里求斯），是当地的特有种。

## 特征
本种是常绿乔木，树皮光亮白色，含芳香油；单叶互生，无托叶，有腺点；花相当大，花瓣5；果实为浆果。

## 分类
裸木属自成一族——裸木族（Psiloxyleae），与异裂果属（Heteropyxis）互为姐妹群，两者共同组成裸木亚科，成为了桃金娘科的基底姐妹群。